# Мозаика Пенроуза

Мозаика Пенроуза

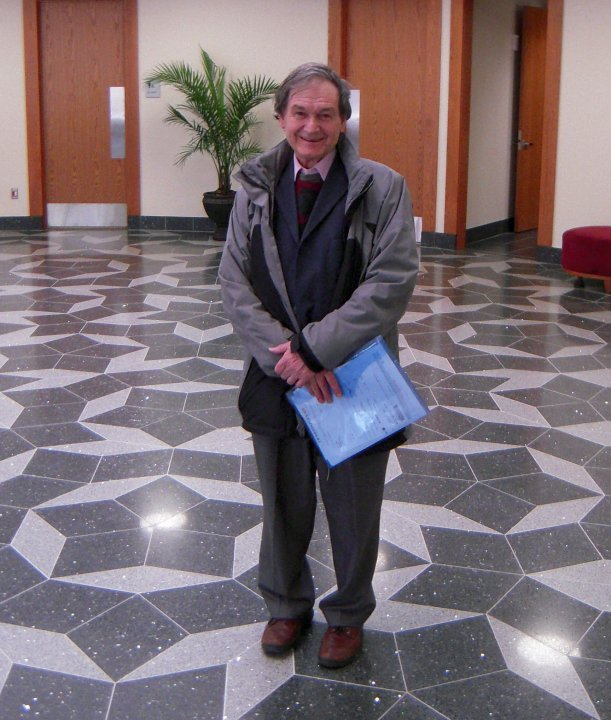
Роджер Пенроуз стоит на полу, покрытом мозаикой Пенроуза

Мозаика Пенроуза (плитки Пенроуза) — общее название трёх особых типов непериодического разбиения плоскости; названы по имени английского математика Роджера Пенроуза, исследовавшего их в 1970-е годы.
Все три типа, как и любые апериодические мозаики, обладают следующими свойствами:
- непериодичность — отсутствие трансляционной симметрии,
- повторяемость (также называемая самоподобием, что, однако, не связано с одноимённым свойством фракталов) — любой сколь угодно большой фрагмент мозаики Пенроуза встречается в мозаике бесконечное число раз, хоть и через неравные расстояния,
- квазикристалличность — при дифракции на мозаике, как на физической структуре, дифракционная картина показывает наличие дальнего порядка и симметрии пятого порядка.

## История

### Периодические и апериодические замощения
Замощение — это покрытие плоскости плитками без пропусков и наложения плиток друг на друга.
Плитки обычно могут иметь конечное число различных форм, называемых протоплитками.
Говорят, что набор протоплиток допускает замощение, если существует замощение плоскости плитками, конгруэнтными протоплиткам набора.
Замощение называется периодическим, если существует двухпараметрическое семейство параллельных переносов, каждый из которых совмещает его с собой.
В противном случае замощение называется непериодическим.
Наиболее известные замощения (например, замощение квадратами или треугольниками) являются периодическими.
Набор протоплиток называется апериодическим, если он допускает замощение плоскости, но любое замощение данными плитками является непериодическим.
Замощение плоскости плитками из апериодического набора также само называется апериодическим.

### Ранние апериодические замощения

Апериодический набор из 13 плиток Вана

В 1960-е годы логик Хао Ван рассмотрел проблему замощения плоскости квадратами с раскрашенными рёбрами (сейчас известными как плитки Вана): можно ли замостить плоскость такими квадратами без поворотов и отражений так, чтобы квадраты соприкасались рёбрами одинакового цвета.

Шесть плиток Робинсона

Ван заметил, что если эта проблема алгоритмически неразрешима, то существует апериодический набор плиток Вана.
В то время это считалось маловероятным, поэтому Ван предположил разрешимость проблемы замощения.
Однако студент Вана Роберт Бергер показал, что проблема замощения алгоритмически неразрешима (то есть гипотеза Вана была неверна).
Он также построил апериодический набор плиток Вана, состоящий из 20 426 плиток.
В дальнейшем были найдены апериодические наборы из меньшего числа плиток.
На настоящий момент минимальным является набор из 13 плиток, найденный Карелом Чуликом в 1996 году.
На основе результатов Бергера Рафаэль Робинсон получил апериодический набор, состоящий из всего шести протоплиток (вращения и отражения уже допускаются).

### Разработка мозаик Пенроуза

Совмещённые мозаики P1 (чёрные линии) и P3 (жёлтые линии)

Первый тип замощения Пенроуза (P1) также состоит из шести протоплиток, но они основаны не на квадрате, а на правильном пятиугольнике.
Основываясь на идеях, высказанных Иоганном Кеплером в труде Harmonices Mundi, он сумел найти формы плиток и правила сочетаний, которые гарантировали апериодичность набора.
Мозаику P1 можно рассматривать как расширение «фигуры Aa» — изображённой Кеплером конечной фигуры, составленной из правильных пятиугольников, пятиконечных звёзд, десятиугольников и некоторых других фигур.
Впоследствии Пенроуз сумел сократить количество протоплиток до двух, получив ещё два типа мозаики Пенроуза: из дельтоидов (P2) и из ромбов (P3).
Мозаика Пенроуза из ромбов также была независимо открыта Робертом Амманном.
В 1981 году Николас де Брёйн описал алгебраический способ построения мозаик Пенроуза на основе пяти семейств параллельных прямых (или, альтернативно, с помощью сечения пятимерного пространства двумерной плоскостью).

## Типы мозаик Пенроуза

Фрагмент мозаики Пенроуза типа P1

Три типа мозаик Пенроуза имеют много общих черт, так, формы плиток во всех трёх типах связаны с правильным пятиугольником и золотым сечением.
Основные формы при этом должны быть дополнены правилами сочетаний, чтобы гарантировать апериодичность.
Правила сочетаний указывают, как соседние плитки могут сочетаться друг с другом, и могут быть реализованы пометками на вершинах, рёбрах или небольшими изменениями формы (добавление соответствующих выступов и впадин к рёбрам)

### Исходная мозаика Пенроуза (P1)
Этот тип мозаики Пенроуза строится из плиток шести типов: три из них имеют форму правильного пятиугольника (они различаются между собой правилами сочетаний), остальные имеют форму пятиконечной звезды, «лодочки» (похожа на звезду с отрезанными двумя лучами) и ромба.

### Мозаика Пенроуза из дельтоидов (P2)
Второй тип мозаики Пенроуза строится из плиток двух типов: выпуклого дельтоида («зме́я») и вогнутого дельтоида («дротика»).
Эти формы могут быть соединены, образуя ромб, однако правила сочетания запрещают такое соединение плиток в мозаике Пенроуза.
- Выпуклый дельтоид имеет углы в 72°, 72°, 72° и 144°. Ось симметрии разбивает его на два равных равнобедренных треугольника с углами 36°, 72° и 72° (так называемый «золотой треугольник»).
- Вогнутый дельтоид имеет углы в 36°, 72°, 36° и 216°. Ось симметрии разбивает его на два равных равнобедренных треугольника с углами 36°, 36° и 108° (так называемый «тупоугольный золотой треугольник»).

Правила сочетаний можно обозначить несколькими способами.
Можно раскрасить вершины плиток в два цвета и потребовать, чтобы смежные вершины имели один и тот же цвет.
Можно нанести на плитки узор, как на рисунке слева, и потребовать, чтобы узоры на соседних плитках были согласованы (для случая цветных дуг слева, чтобы кривые не обрывались).
В мозаике Пенроуза типа P2 может быть семь типов вершин.
Джон Конвей дал каждой своё название: симметричные вершины по своей форме были названы «солнце» и «луна», а остальные вершины — в честь достоинств игральных карт: «туз», «двойка», «валет», «дама» и «король».

### Мозаика Пенроуза из ромбов (P3)

Правила сочетаний для мозаики типа P3, показанные с помощью узора в виде круговых линий и модификации плиток

Третий тип строится также из плиток двух типов.
Оба типа плиток имеют форму ромба.
У них одинаковая длина стороны, но разные углы.
Правила сочетаний предотвращают использование плиток для периодического замощения.
- Узкий ромб имеет острый угол 36°. Короткая диагональ разбивает его на два «золотых треугольника».
- Широкий ромб имеет острый угол 72°. Длинная диагональ разбивает его на два тупоугольных «золотых треугольника».

В мозаике Пенроуза типа P3 может быть восемь типов вершин.
Они были названы де Брёйном по первым буквам названий вершин типа P2.

## Свойства мозаик Пенроуза

### Операции измельчения и укрупнения

Правила измельчения мозаики Пенроуза типа P3

Большинство общих свойств, включая апериодичность, следуют из иерархической структуры, определяемой операциями измельчения и укрупнения мозаик Пенроуза.
Разрезав все плитки мозаики Пенроуза по определённым правилам, а затем объединив некоторые фрагменты, можно получить мозаику Пенроуза с плитками, подобными исходным с коэффициентом
{\displaystyle {\frac {1}{\varphi }}={\frac {{\sqrt {5}}-1}{2}}.}
Такая операция называется измельчением.
Правила в общем случае следующие: каждый тип плитки разрезается на плитки меньшего размера и части плиток.
В случае P2 и P3 частями будут половинки плиток (золотые треугольники), в случае P1 это могут быть золотые треугольники, а также трапеция.
При применении этих правил к мозаикам Пенроуза, за счёт соблюдения правил сочетаний, части плиток будут расположены так, что могут быть объединены, образуя целую плитку.
Обратная операция, называемая укрупнением, определена однозначно.
Однозначность укрупнения влечёт апериодичность замощения.

## Другие замощения, связанные с мозаикой Пенроуза

### Покрытие десятиугольниками

Десятиугольник Гуммельт и возможные способы перекрытия двух десятиугольников

В 1996 году немецкий математик Петра Гуммельт показала, что существует покрытие (в отличие от замощения, здесь допускается перекрытие плиток) плоскости десятиугольниками, эквивалентное замощению Пенроуза.
Десятиугольная плитка раскрашена в два цвета, и правило покрытия допускает лишь такое наложение плиток, что не перекрываются два участка с разными цветами.
Такие покрытия рассматривались как реалистичная модель роста квазикристаллов: перекрывающиеся десятиугольники представляют собой «квазиэлементарные ячейки», аналогичные элементарным ячейкам обычных кристаллов.

### Замощение «шестиугольник, лодка, звезда»

Плитки замощения HBS

Это замощение, называемое также сокращённо HBS (англ. hexagon-boat-star), получается из мозаики Пенроуза типа P3 объединением плиток в более крупные.
Она также получается из P1 соединением центров смежных пятиугольников.
Данное замощение также рассматривается как реалистичная модель роста квазикристаллов: три типа плиток представляют три типа атомов, а правила сочетания отражают взаимодействия между ними.

### В трёхмерном пространстве
В трёхмерном пространстве используются икосаэдры, которыми осуществляется плотное заполнение трёхмерного пространства.

### В архитектуре
Мечеть имама Дарб-и, находящаяся на территории современного Ирана в провинции Исфахан и построенная в 1453 году, украшена узором (гирихом), сильно напоминающим по своей структуре мозаику Пенроуза.